# Kap Bon
Kap Bon (französisch Cap Bon; arabisch الرأس الطيب, DMG ar-Raʾs aṭ-ṭayyib oder رأس الدار / Raʾs ad-dār) ist eine im Nordosten Tunesiens gelegene Halbinsel, die in ihren Verwaltungsgrenzen dem Gouvernement Nabeul entspricht.

## Toponym
Die arabische Bezeichnung Ra’s ad-Dar (bedeutet wörtlich so viel wie „Kopf des Hauses“) hat sich gegen die aus dem romanischen Sprachraum stammende Namensform (Bono oder Bona) nicht durchsetzen können. Die Ursache dafür wird in Einflüssen aus der früheren Sarazenenherrschaft neben den historischen Handelsbeziehungen mit genuesischen Seefahrern gesehen.

## Lage
Das der gesamten Halbinsel den Namen gebende Kap Bon liegt an der Nordostspitze der Halbinsel. Von dort sind es etwa 140 km bis nach Sizilien. Südlich davon, an der Ostküste, befinden sich Kerkouane und Kelibia. Entlang der Südküste kommt man über Nabeul nach Hammamet (Golf von Hammamet), zwei bei Touristen sehr beliebte Orte. Von dort gelangt man über Grombalia nach Soliman (Golf von Tunis). Nördlich befinden sich die Zembra-Inseln. Die höchste Erhebung des Kap ist der Djebel Korbous (419 m).

## Wirtschaft und Kultur
Vor allem der südliche Teil der Halbinsel wird landwirtschaftlich intensiv genutzt (Zitrusfrüchte, Oliven, Weinbau, Getreide). Ein großer Teil dieser landwirtschaftlichen Kulturen mit ihren Bewässerungsmethoden geht auf die Einwanderung von muslimischen (Moriscos) und jüdischen Flüchtlingen aus Andalusien zurück, die während und nach der christlichen Rückeroberung (reconquista) der Iberischen Halbinsel in kleineren Gruppen auswanderten und ab dem Jahr 1609 durch den spanischen König Philipp III. massiv vertrieben wurden. Die gesamte Region ist in besonderer Weise durch andalusische und teilweise auch durch osmanische Kultureinflüsse geprägt. Das betrifft sowohl die landwirtschaftlichen Strukturen als auch die meisten kleinstädtischen Siedlungen mit ihrer historischen Architektur.

## Geschichte
Im 5. Jahrhundert v. Chr. gründeten griechische Kolonisten die Stadt Neapolis bei Nabeul. Bekannt ist das Kap vor allem durch die Seeschlacht bei Kap Bon (255 v. Chr.) und seine Bedeutung im Vandalenfeldzug (468 n. Chr.).
Im Zweiten Weltkrieg endete hier der Tunesienfeldzug der Achsenmächte am 12. Mai 1943 mit der Kapitulation von ca. 230.000 deutschen und italienischen Soldaten. Die deutsche Bevölkerung reagierte entsetzt auf diese weitere Niederlage nach der Schlacht von Stalingrad und sprach hinter vorgehaltener Hand von einem „Tunisgrad“.
Im Januar 1952 wurde unter dem neuen Generalresidenten Jean de Hauteclocque das Kriegsrecht über Tunesien dekretiert und die französische Fremdenlegion in die Halbinsel beordert, um die tunesische Unabhängigkeitsbewegung von Habib Bourguiba niederzuschlagen.

## Landschaften

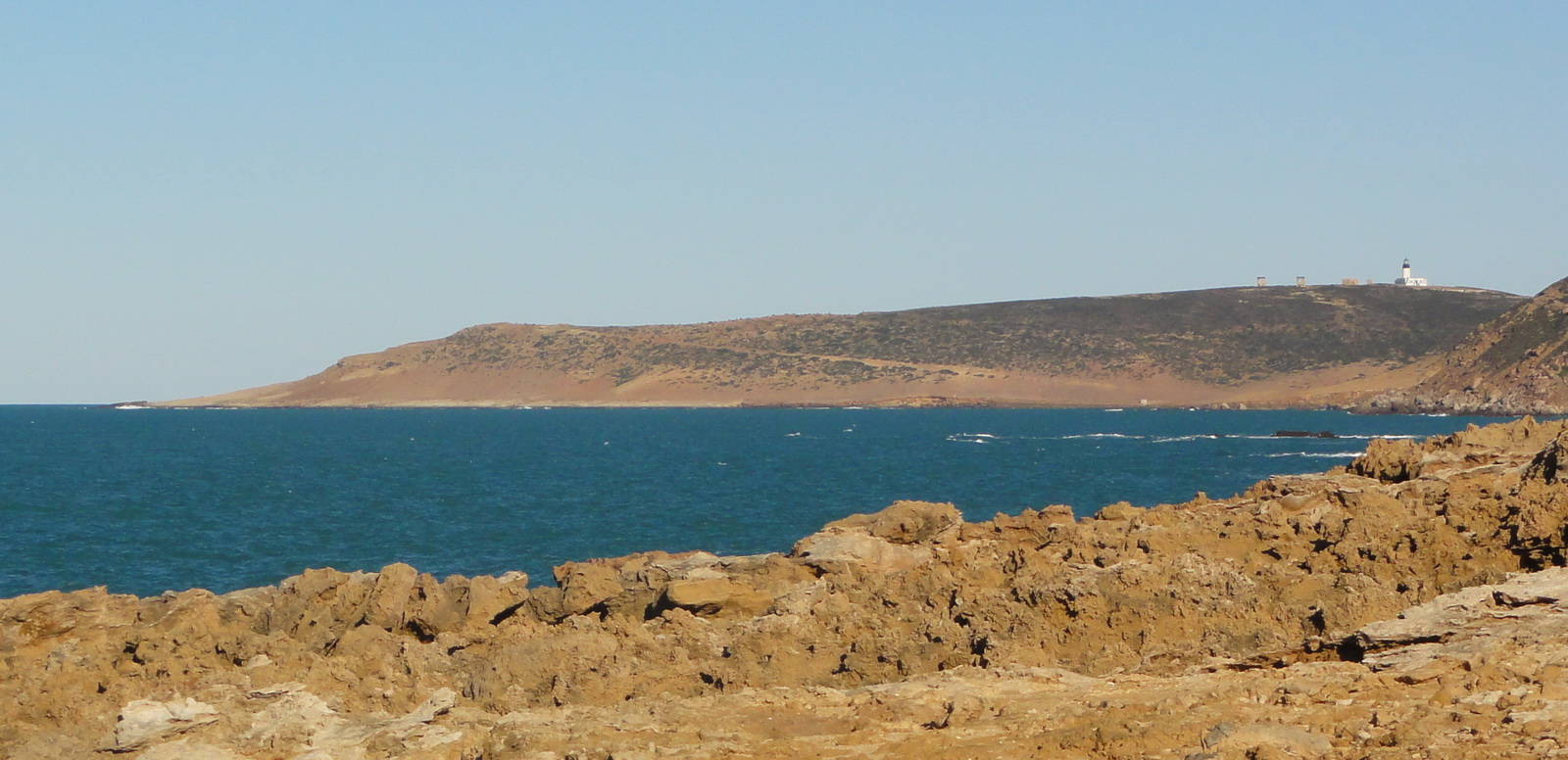
Kap Bon
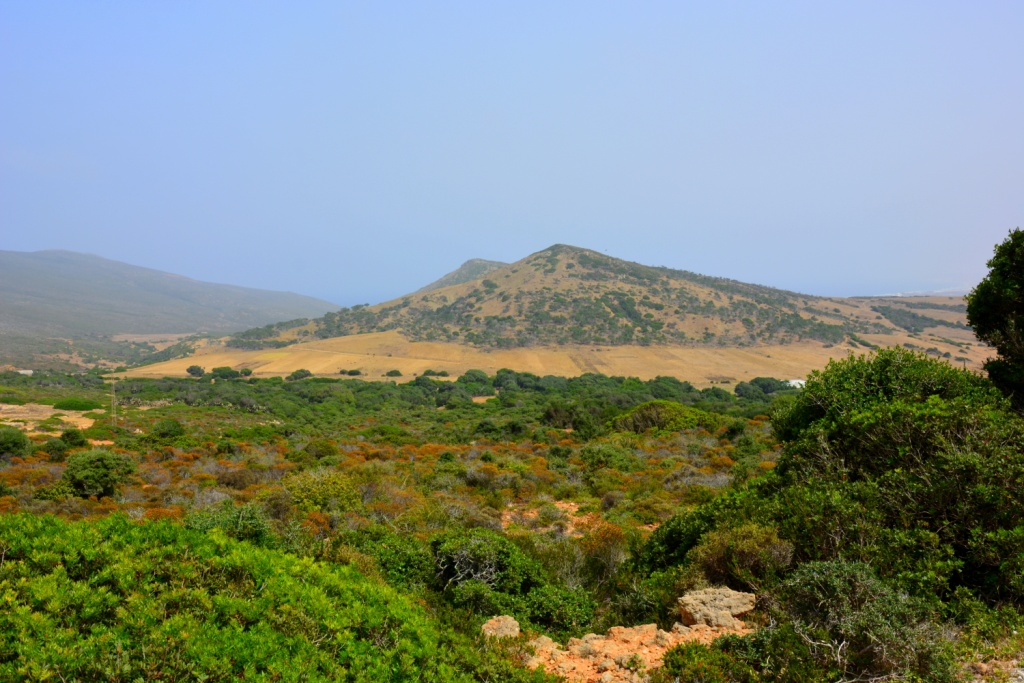
Hinterland von Nabeul
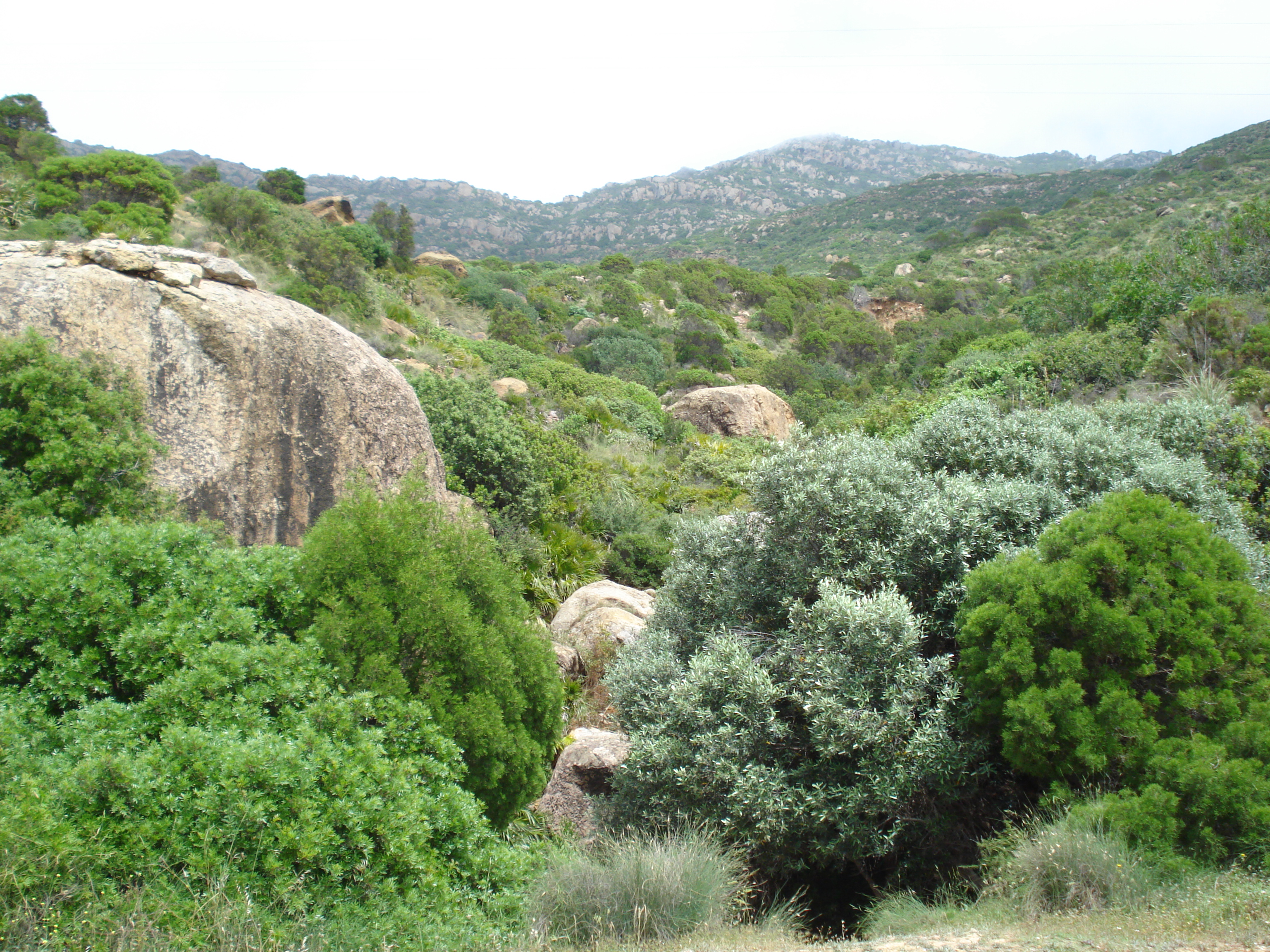
Djebel Korbous
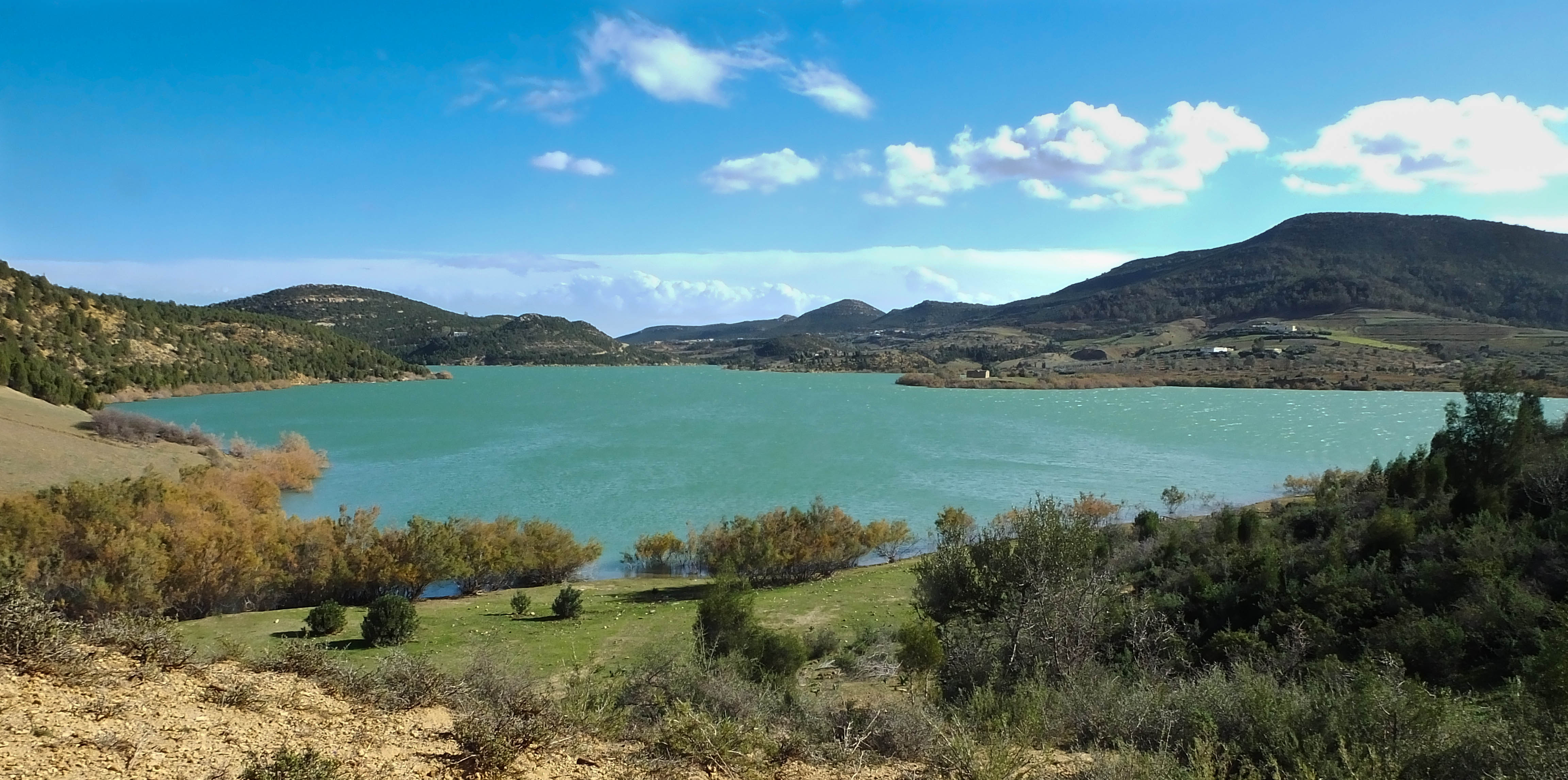
El Masri Stausee
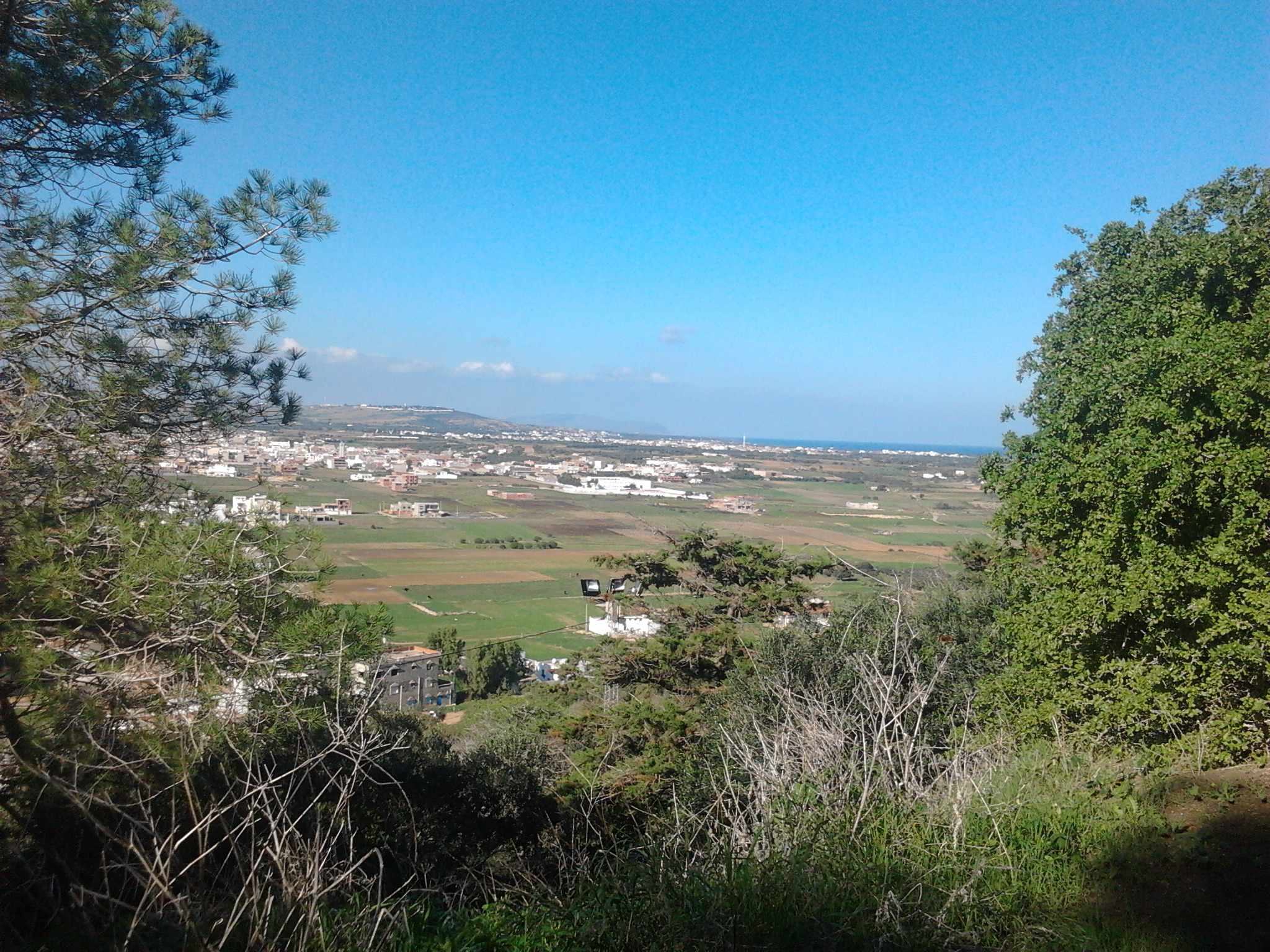
Bei Kelibia